# Hypotyphla
Hypotyphla är ett släkte av tvåvingar. Hypotyphla ingår i familjen Pyrgotidae.
Kladogram enligt Catalogue of Life:
| Hypotyphla | \| \| Hypotyphla caudata \| \| \| \| \| \| Hypotyphla loewi \| \| \| \| |
|            | \| \| Hypotyphla caudata \| \| \| \| \| \| Hypotyphla loewi \| \| \| \| |
|            | Hypotyphla caudata                                                      |
|            |                                                                         |
|            | Hypotyphla loewi                                                        |
|            |                                                                         |